# Tour de Pologne 1984
41. edycja wyścigu kolarskiego Tour de Pologne odbyła się w dniach 26 czerwca – 4 lipca 1984. Rywalizację rozpoczęło 113 kolarzy, a ukończyło 82. Łączna długość wyścigu – 1227 km.
Pierwsze miejsce w klasyfikacji generalnej zajął Andrzej Mierzejewski (Polska), drugie Tadeusz Krawczyk (Polska), a trzecie Tadeusz Piotrowicz (Dolmel). 
Wydarzeniem tego deszczowego wyścigu był start 38-letniego weterana polskich szos, podziwianego przez kibiców na całej trasie Ryszarda Szurkowskiego. Sędzią głównym wyścigu był Aime Omloop (Belgia).

## Etapy
| Etap      | Data       | Start - meta                             | Długość (km)            | Typ         | Zwycięzca etapu      | Lider                |
| prolog    | 26 czerwca | Warszawa                                 | 2,8                     | płaski      | Marek Leśniewski     | Marek Leśniewski     |
| I etap    | 27 czerwca | Warszawa – Radom                         | 138                     | płaski      | Ryszard Szurkowski   | Marek Leśniewski     |
| II etap   | 28 czerwca | Iłża – Tarnów                            | 180                     | płaski      | Tadeusz Krawczyk     | Tadeusz Krawczyk     |
| III etap  | 29 czerwca | Tarnów – Gorlice                         | 153                     | pagórkowaty | Adam Zagajewski      | Tadeusz Krawczyk     |
| IV etap   | 30 czerwca | Gorlice - Lesko                          | 162                     | pagórkowaty | Janusz Bieniek       | Tadeusz Krawczyk     |
| V etap    | 1 lipca    | Średnia Wieś - Solina                    | 27 (jazda ind. na czas) | górski      | Andrzej Mierzejewski | Andrzej Mierzejewski |
| VI etap   | 1 lipca    | Ustrzyki Dolne - Polana - Ustrzyki Dolne | 90                      | górski      | Paweł Bartkowiak     | Andrzej Mierzejewski |
| VII etap  | 2 lipca    | Lesko - Rzeszów                          | 155                     | pagórkowaty | Janusz Domin         | Andrzej Mierzejewski |
| VIII etap | 3 lipca    | Jeżowe - Chełm                           | 173,5                   | pagórkowaty | Sławomir Podwójniak  | Andrzej Mierzejewski |
| IX etap   | 4 lipca    | Chełm - Lublin                           | 141                     | pagórkowaty | Marek Leśniewski     | Andrzej Mierzejewski |

## Końcowa klasyfikacja generalna

### Klasyfikacja indywidualna
| Poz. | Zawodnik             | Kraj           | Zespół         | Czas (średnia km/h)       |
| ---- | -------------------- | -------------- | -------------- | ------------------------- |
| 1.   | Andrzej Mierzejewski | Polska         | Polska         | 29h 05' 17" (42,180 km/h) |
| 2.   | Tadeusz Krawczyk     | Polska         | Polska         | +00' 18"                  |
| 3.   | Tadeusz Piotrowicz   | Polska         | Dolmel         | +01' 26"                  |
| 4.   | Józef Szpakowski     | Polska         | LZS I          | +02' 32"                  |
| 5.   | Zbigniew Ludwiniak   | Polska         | Legia I        | +02' 47"                  |
| 6.   | Jerzy Świnoga        | Polska         | LZS I          | +03' 28"                  |
| 7.   | Dariusz Zakrzewski   | Polska         | Gwardia        | +03' 33"                  |
| 8.   | Jerzy Jagieła        | Polska         | Textra         | +03' 36"                  |
| 9.   | Paweł Bartkowiak     | Polska         | Polska         | +03' 40"                  |
| 10.  | Kurto Konrad         | Czechosłowacja | Czechosłowacja | +03' 50"                  |

### Klasyfikacja drużynowa
| 1. | Polska  | 87h 20' 51" |
| 2. | LZS I   | +6' 58"     |
| 3. | LZS II  | +8' 33"     |
| 4. | Legia I | +9' 17"     |
| 5. | Dolmel  | +10' 27"    |

### Klasyfikacja najaktywniejszych
| 1. | Paweł Bartkowiak   | Polska | 21 pkt |
| 2. | Dariusz Zakrzewski | Polska | 13 pkt |
| 3. | Marek Leśniewski   | Polska | 12 pkt |
| 4. | Mieczysław Mazurek | Polska | 5 pkt  |
| 5. | Zdzisław Anioł     | Polska | 5 pkt  |

### Klasyfikacja punktowa
(od 2005 roku koszulka granatowa)
| 1. | Marek Leśniewski     | Polska | 128 pkt |
| 2. | Andrzej Mierzejewski | Polska | 131 pkt |
| 3. | Józef Szpakowski     | Polska | 138 pkt |
| 4. | Sławomir Krawczyk    | Polska | 153 pkt |
| 5. | Adam Zagajewski      | Polska | 163 pkt |

### Klasyfikacja górska
| 1. | Janusz Bieniek   | Polska         | 46 pkt |
| 2. | Paweł Bartkowiak | Polska         | 45 pkt |
| 3. | Zbigniew Haitner | Polska         | 23 pkt |
| 4. | Mirosław Uryga   | Polska         | 23 pkt |
| 5. | Kurto Konrad     | Czechosłowacja | 22 pkt |

### Klasyfikacja na najlepszego kolarza w jeździe na czas
| 1. | Andrzej Mierzejewski | Polska         | 41.24 |
| 2. | Tadeusz Krawczyk     | Polska         | 41.54 |
| 3. | Zenon Jaskuła        | Polska         | 42.11 |
| 4. | Lech Piasecki        | Polska         | 42.25 |
| 5. | Kurto Konrad         | Czechosłowacja | 42.35 |

### Klasyfikacja na najwszechstronniejszego kolarza
| 1. | Paweł Bartkowiak     | Polska | 96 pkt |
| 2. | Marek Leśniewski     | Polska | 67 pkt |
| 3. | Andrzej Mierzejewski | Polska | 58 pkt |
| 4. | Janusz Bieniek       | Polska | 57 pkt |
| 5. | Ryszard Szurkowski   | Polska | 44 pkt |